# Alimatou Diallo
Pour les articles homonymes, voir Diallo.
Alimatou Diallo, née le 31 mars 1994, est une taekwondoïste franco-sénégalaise.

## Carrière
Alimatou Diallo est médaillée d'or dans la catégorie des moins de 73 kg aux Jeux africains de 2011 à Maputo.
Elle concourt ensuite pour la France, participant notamment aux Championnats d'Europe des moins de 21 ans 2013 à Chișinău.